# Muvart
É um documentário sobre o Movimento de Arte Contemporânea de Moçambique (Muvart) dirigido por José Agusto Nhantumbo em 2005. 

## Ficha técnica do filme
- País: Moçambique
- Diretor: José Augusto Nhantumbo
- Produção: Lx Filmes
- Distribuição: Lx Filmes
- Duração: 52 '
- Gênero: documentário
- Ano: 2005

## Sinopse
Em 2004, alguns dos artistas moçambicanos do movimento foram convidados a participar da Feira Internacional De Arte Contemporânea de Lisboa. Este documentário relata o cotidiano dos 11 membros deste movimento que nos revela a sua experiência e o seu ponto de vista sobre a arte.

## O movimento
Quando o movimento começou, em 2002, os 11 membros eram em sua maioria, jovens artistas que tinham acabado seus estudos. Na maior parte dos casos, estes estudos fora feitos no estrangeiro como por exemplo na Ucrânia ou no Brasil. O Muvart é qualificado pelos artistas como um “ready-made”, ou seja, um movimento no qual os artistas pegam objetos do cotidiano e transformam-nos em objetos artísticos. A meta dos artistas é mostrar uma nova forma de pensar e de apresentar a arte que passa pelo “ready-made”, mas também pelas formas mais tradicionais tais como a pintura, a escultura ou a fotografia. Para se integrar ainda mais ao mundo artístico, os artistas acrescentaram à arte tradicional moçambicana um toque contemporâneo. Para o Muvart, a arte moçambicana precisa afirmar-se como testemunha do mundo atual, intervir na sociedade e conseguir expandir-se além da capital. Estes artistas querem também uma evolução da arte em seu país e sensibilizar o público à arte contemporânea.

## Percepção do movimento em Moçambique
Este novo movimento opõe-se à Arte tradicional africana e aos artistas moçambicanos mundialmente conhecidos como Malangatana ou Alberto Chissano e por isso as opiniões divergem sobre o movimento. Por um lado, há aqueles que pensam que esta nova forma de expressar a arte não representa de forma alguma a África ou a Arte Africana. Eles pensam que esta nova geração de artistas representa simplesmente a arte que lhes foi ensinada no estrangeiro e não aquela de seu país de origem. Por outro lado há aqueles que acreditam que estes jovens permitem a evolução da arte de Moçambique provocando uma ruptura com as produções marcadas por estereótipos. Eles permitem também relembrar certos problemas da educação moçambicana como por exemplo a falta de meios usados pelo governo no que diz respeito ao ensino da arte. 

## Os artistas
Os artistas apresentados abaixo fazem parte do Muvart:
Carmen Maria Muianga: estudou na Escola das Artes Visuais de Maputo e depois formou-se na Escola Nacional das artes Plásticas de Havana em Cuba. Ela tornou-se em seguida membro da Arte Núcleo de Maputo e realiza exposições nesta cidade. Ela participou também de exposições coletivas em Moçambique, no Japão, na Namíbia e em Portugal. 
Jorge Dias: estudou na Escola Nacional das Artes Visuais. Em 2002, ele formou-se em escultura na faculdade de Belas Artes (EBA) da Universidade Federal do Rio de Janeiro(UERJ). É um dos membros fundadores do movimento de Arte Contemporânea de Moçambique. Ele tem por hábito trabalhar com insetos comprados nas ruas de Maputo feitos com diversos materiais como por exemplo cabos elétricos. Esses insetos são colados depois nos seus trabalhos de cerâmica. 
Gemuce: graduou-se no Instituto de Belas Artes em Kiev (Ucrânia). Seu trabalho é essencialmente baseado em jogos de textura misturando a pintura com a colagem e usando também diversas técnicas de pintura como a pintura acrílica, aquarela ou a pintura a óleo. 
Os outros membros do Muvart  são: Quentin Lambert, Xavier Mbeve, Xikhossa, Anésia Manjate, Celestino Mondlane, Ivan Serra, Marcos Bonifácio, Vânia Lemos. 

## Participação à Feira de Arte contemporânea  de Lisboa
Em 2004 os artistas do movimento contemporâneo foram convidados à Feira Internacional Contemporânea de Lisboa, o que permitiu não somente de travar conhecimento com outros artistas mas também de dar a conhecer seu trabalho ao resto do mundo. Os preparativos desta exposição tiveram que lidar com o financiamento da viagem e os transportes de suas obras até Portugal. De acordo com o documentário, durante a exposição, os visitantes foram surpreendidos pela qualidade das obras e apreciaram este novo movimento. Esta exposição permitiu aos artistas de perseverar e dar-lhes o gosto de aprofundar as suas diferenças técnicas. Graças a esta oportunidade, tiveram a possibilidade de participar de inúmeras outras exposições.